# Oscarine Masuluke
Oscarine Masuluke est un footballeur sud-africain né le 23 avril 1993, qui évolue au poste de gardien de but au Baroka FC, en première division sud-africaine.

## Biographie
Oscarine Masuluke commence sa carrière en 2014 avec Baroka, en deuxième division sud-africaine. Avec ce club, il remporte la D2 lors de la saison 2015-2016, puis il dispute le championnat sud-africain ABSA Premiership. 
Le 30 novembre 2016, lors de la onzième journée de championnat  contre Orlando Pirates, il monte sur un corner à la dernière minute et il réalise une bicyclette, en mettant le ballon dans la lucarne gauche, pour l'égalisation (1-1). Ce but lui permet de le nominer au Prix Puskás de la FIFA 2017, terminant deuxième des votes derrière Olivier Giroud, avec 27,48 %.
Le 27 février 2018, il est libéré par le club de Baroka pour avoir été ivre dans le bus de l'équipe, en compagnie de plusieurs coéquipiers. Pendant quelques mois (mars à juillet), il est libre puis il signe en août 2018 au TS Sporting, club promu en D2 sud-africaine (National First Division).
Il revient en septembre 2020 au Baroka FC.

## Palmarès
- Champion d'Afrique du Sud de D2 2015-2016 avec Baroka FC